# Neanthes uncinula
Neanthes uncinula är en ringmaskart som beskrevs av Russell 1962. Neanthes uncinula ingår i släktet Neanthes och familjen Nereididae. Inga underarter finns listade i Catalogue of Life.